# NGC 114
NGC 114 je galaksija u zviježđu Kit.

## Vanjske poveznice
- SEDS: NGC 0114